# Кромвель, Ричард
Ри́чард Кро́мвель (англ. Richard Cromwell; 4 октября 1626, Хантингдон — 12 июля 1712, Финчли) — английский политический деятель, второй лорд-протектор Англии, Шотландии и Ирландии (с 3 сентября 1658 до 25 мая 1659); третий сын Оливера Кромвеля. С потерей власти за Р. Кромвелем закрепилось прозвище Разбитого Дика (Tumbledown Dick, где Dick — сокращённая форма имени Richard).
Вплоть до 29 января 2012 года Ричард Кромвель формально считался старейшим правителем Англии (в этот день королева Елизавета II стала старше него, прожившего 85 лет и 282 дня).

## Биография

### Ранние годы и семья (1626—1653).
Кромвель родился в Хантингдоне (англ. Huntingdon) 4 октября 1626 года, и был третьим сыном Оливера Кромвеля и его жены Элизабет. О его детстве мало что известно. Он и трое его братьев получили образование в школе Фелстед (англ. Felsted) в Эссексе, недалеко от дома семьи его матери. Записей о посещении Ричардом Кромвелем университета не сохранилось.
В мае 1647 года он стал членом Линкольн Инн. Возможно, служил капитаном в отряде «спасателей» Томаса Фэрфакса (англ. Thomas Fairfax) в конце 1640-х годов, однако свидетельства на этот счёт противоречивы.
В 1649 году Ричард Кромвель женился на Дороти Мэйджор (англ. Dorothy Maijor), дочери Ричарда Мэйджора (англ. Richard Maijor), дворянина из Гемпшира. Вместе с женой позже переехал в поместье Мэйджор в Херсли. В 1650-х годах у них родились девять детей, пять из которых дожили до совершеннолетия.

### Политическая деятельность (1653—1659).
После смерти Оливера Кромвеля 3 сентября 1658 года Ричард Кромвель вступил в должность лорда-протектора Англии, Шотландии и Ирландии. В 1659 году созвал Третий парламент.
Не обладая никаким авторитетом среди военных, а возможно, и достаточным образованием, сызмальства предпочитая городской суете сельскую жизнь, не получил широкой поддержки ни среди депутатов, ни у лондонского общества. После того, как на фоне финансового кризиса созванный им парламент не смог сформировать стабильное правительство, оказался в изоляции и спустя восемь месяцев после вступления в должность был вынужден подать в отставку 25 мая 1659 года.
6 мая 1659 года Третий парламент переформировался в «Охвостье» (Рамп парламент). В некоторых источниках это значится как Восстановленное Охвостье.

### Жизнь после отставки (1659—1712).
После реставрации монархии в июле 1660 года эмигрировал во Францию. Путешествовал по разным странам Европы, посетил несколько европейских дворов. Некоторое время жил в Швейцарии. Сменил несколько псевдонимов, в том числе Джон Кларк. В 1680 или 1681 году вернулся в Англию, поселившись у известного торговца Томаса Пенгелли в Чешанте в Хартфордшире. Жил за счёт доходов с собственного поместья в Херсли в Гэмпшире. Умер 12 июля 1712 года в возрасте 85 лет.

## Третий или старший?
В литературе Ричард Кромвель упоминается и как «третий сын» Оливера Кромвеля, и как «старший». Легко заметить, что старшим сыном его называют, когда речь идёт о его вступлении в лорд-протекторство после смерти отца в 1658 году. Два его старших брата умерли молодыми: Роберт (1621—1639), в возрасте 18 лет, и Оливер (1622—1644), в 22 года, поэтому к 1658 году он, будучи третьим по году рождения, оставался старшим братом из числа выживших. Старше его были сестра Бриджет (1624—1681), младше — брат Генри (1628—1674), вице-лорд Ирландии в 1657—1659 годах, сёстры Элизабет (1629—1658), Мэри (1637—1713) и Франс (1638—1720).